# Krystyna Mazurówna
Krystyna Teresa Mazurówna (ur. 20 stycznia 1939 we Lwowie) – polska tancerka, choreografka, autorka książek, felietonistka, modelka i osobowość medialna. Dawna solistka Casino de Paris.

## Życiorys
Urodziła się 20 stycznia 1939 we Lwowie. Jest młodszą córką matematyka prof. Stanisława Mazura (1905–1981) i Bronisławy Wysockiej-Mazurowej, chemiczki. Ma starszą o siedem lat siostrę, Barbarę, również tancerkę. Zainspirowana spektaklem baletowym obejrzanym w Teatrze Małych Form, w wieku trzech lat zainteresowała się tańcem. W latach 1946–1949 mieszkała w Łodzi, następnie w Warszawie, gdzie uczęszczała do szkoły baletowej Zygmunta Dąbrowskiego i Teresy Dobrowolskiej. W 1957 ukończyła Państwową Średnią Szkołę Baletową, w której tańca klasycznego uczył ją Leon Wójcikowski. 
Jeszcze w okresie szkolnym debiutowała na scenie Opery Warszawskiej rolą łabędzia w Strasznym dworze. Jej pierwszym partnerem tanecznym był Dariusz Hochman. Po ukończeniu szkoły baletowej została zaangażowana do baletu Teatru Wielkiego i występowała w stołecznym Teatrze Syrena. W 1959 zdobyła trzecią nagrodę na I Ogólnopolskim Konkursie Tańca Klasycznego w Warszawie i wyjechała z grupą baletową na występy zagraniczne do Monte Carlo i Paryża.
Na początku lat 60. zaczęła występować w Polskim Zespole Tańca Eugeniusza Paplińskiego – tańczyła w duecie z Witoldem Grucą, ponadto została członkinią polskiej grupy estradowej, z którą odbyła m.in. trasę widowiskową po ZSRR. W 1961 została laureatką trzeciej nagrody na II Ogólnopolskim Konkursie Tańca Scenicznego w Warszawie oraz powróciła do występów w operze – tańczyła m.in. w „Zaczarowanej oberży”, „Kamiennym kwiecie” i „Don Kichocie”, w których partnerował jej Stanisław Szymański. W 1963 uczestniczyła z Grucą na Festiwalu Młodzieży w Helsinkach, a także zatańczyła w programach Tele-Batory Coctail i 25 minut z Mazurówną i Grucą.
Stworzyła choreografie dla wielu teatrów, m.in. Syrena, Żydowskiego i Współczesnego w Warszawie, Starego w Krakowie i Wielkiego w Łodzi, jak też paryskiego „Élysées Montmartre”. Dwukrotnie otrzymała stypendium artystyczne od Ministerstwa Kultury i Sztuki, dzięki czemu wzięła udział w kilkutygodniowych warsztatach z tańca współczesnego i baletu jazzowego w Paryżu u Géne’a Robinsona. W drugiej połowie lat 60. zaczęła tańczyć z Gerardem Wilkiem, z którym wystąpiła m.in. w teledysku do utworu Piotra Szczepanika „Kochać”. W 1967 założyła zespół tańca jazzowego „Fantom”, z którym wystąpiła m.in. na Międzynarodowym Festiwalu Jazzowym w Pradze. Pracowała przy filmie Stanisława Barei Przygoda z piosenką (1968) jako główna choreografka i dublerka Poli Raksy w scenach tańca.

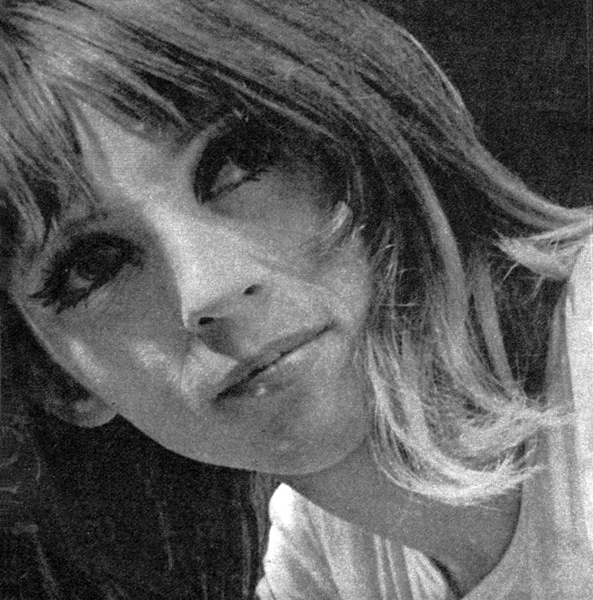
Mazurówna (1968)

W 1968 została zmuszona przez ówczesne władze do rozwiązania grupy „Fantom” i do opuszczenia kraju. Po wyjeździe do Paryża została zaangażowana do występów w klubie „Bataclan” w Genewie, ponadto dołączyła do zespołu Victorem Upshawem, który zaangażował ją do występów w spektaklach Teatru Mogador, w prywatnym klubie Aristotelisa Onasisa w Atenach i uczynił pierwszą solistką w rewii wystawianej w paryskim Gaumont Palace, a także w filmie Claude’a Leloucha Łobuz. Występowała też w paryskim klubie „Le Roi Lire”, była pierwszą solistką w rewii Joséphine à Bobino 1975 z Josephiny Baker w roli głównej i była solistką Casino de Paris. Założyła zespół taneczny „Ballet Mazurowna”, z którym występowała po Francji i innych krajach Europy. W latach 80. równocześnie z karierą artystyczną podejmowała szereg prac dorywczych, m.in. bileterką i kasjerką w kinie, barmanką w Casino de Paris, ekspedientką, kelnerką i szatniarką oraz pracowała w informacji metra. W latach 90. została felietonistką w nowojorskim tygodniku „Kurier Plus”, pisała też dla czasopism: „Moda Top”, „Sukces”, „Pani”, „Uroda”, „Fashion”, „On” i „Twój Styl”.
W 2010 była choreografką w programie rozrywkowym TVN You Can Dance – Po prostu tańcz! i wydała swoją pierwszą książkę autobiograficzną pt. Burzliwe życie tancerki. W 2012 była jurorką dwóch pierwszych edycji programu rozrywkowego Polsatu Got to Dance. Tylko taniec, za co w lutym 2013 była nominowana do nagrody Wiktory 2012 w kategorii „osobowość telewizyjna”. Jeszcze w 2012 gościła w programach telewizyjnych Kuba Wojewódzki i Jaka ona jest oraz wydała kolejną autobiografię pt. Moje noce z mężczyznami. W 2016 wydała trzecią książkę autobiograficzną pt. Ach, ci faceci!. W 2017 została nagrodzona Złotą Sową Polonii za twórczość teatralną. W 2019 wydała książkę pt. Jak nie teraz, to kiedy?.

## Wizerunek medialny

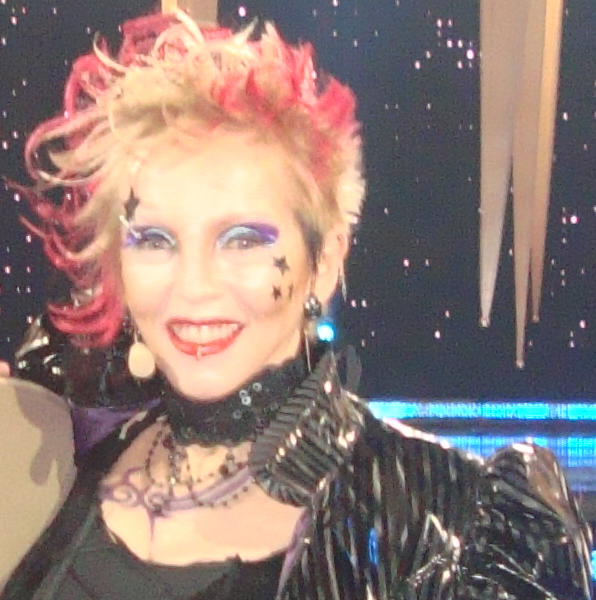
Mazurówna (2012)

Znana z ekscentycznego wizerunku, m.in. występowania w krzykliwych kreacjach oraz noszenia mocnego makijażu i kolorowych włosów. Ze względu na publiczne wyznania m.in. o kilkukrotnym poddaniu się zabiegowi aborcji media czasem określają ją mianem skandalistki.

## Życie prywatne
Z nieformalnego związku z Krzysztofem Teodorem Toeplitzem ma syna, Kaspra Teodora (ur. 1960). Następnie spotykała się ze Sławomirem Mrożkiem. Jej pierwszym mężem był Tadeusz Pluciński, z którym rozstała się po trzech miesiącach małżeństwa, a rozwiodła – trzy lata po ślubie. W latach 60. była zaręczona z Wacławem Kisielewskim, z którym rozstała się po siedmiu latach związku. Następnie przez 13 lat pozostawała w związku małżeńskim z Jean Pierre’em Bluteau, z którym ma dwoje dzieci, Balthazara (ur. 1983) i Ernestine (ur. 1986).
Jest właścicielką kilkunastu mieszkań w Paryżu.

## Filmografia
Film
- 1962: Estrada 62, taniec
- 1966: Sublokator – dziewczyna ukazująca się z duchem pułkownika
- 1966: Małżeństwo z rozsądku – tancerka
- 1967: Maskarada, taniec
- 1967: Fantomy, taniec
- 1968: Przygoda z piosenką – tancerka (nie wymieniona w czołówce)
- 2014: Dzień dobry, kocham cię! – babcia Pauli

Teledyski
- Piotr Szczepanik – „Kochać”

## Spektakle
Jako tancerka
- 1956: „Faust” – Opera Warszawa
- 1958: „Don Juan” – Opera Warszawa

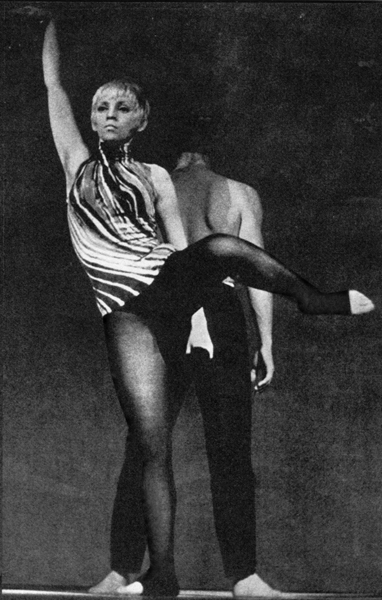
Mazurówna (1968)

- 1958: „Wieczór baletowy” – Opera Warszawa
- 1959: „Pan Twardowski” – Opera Warszawa
- 1962: „Judith” – Teatr Wielki Warszawa
- 1962: „Święto wiosny” – Teatr Wielki Warszawa
- 1962: „Cztery temperamenty” – Opera Warszawa
- 1962: „Trójkątny kapelusz” (Falla Manuel de) – Teatr Wielki Warszawa
- 1962: „Białowłosa” – Teatr Wielki Warszawa
- 1963: „Gdy w ogrodzie botanicznym” – Sala Kongresowa PKiN Warszawa

Jako choreografka
- 1963: „Sonety miłosne” – Filharmonia Narodowa Warszawa
- 1963: „Dafnis i Chloe” – Teatr Wielki Warszawa
- 1966: „Inne czasy, czyli 20 lat ... Program jubileuszowy” – Teatr Buffo „Syrena” Warszawa
- 1966: „Sprzężenie zwrotne” – Teatr Polski Warszawa
- 1966: „Emil i detektywi” – Teatr Buffo „Syrena” Warszawa
- 1966: „Trzy białe strzały” – Teatr Ziemi Mazowieckiej Warszawa
- 1967: „Trębacze” – Teatr im. Juliusza Osterwy Gorzów Wielkopolski
- 1968: „Nie zapomnisz owych dni” – Teatr im. Stefana Jaracza Łódź
- 1968: „Moja córeczka” – Stary Teatr im. Heleny Modrzejewskiej Kraków
- 1988: „Błękitny zamek” – Teatr Wielki Łódź
- 1988: „Balet, balet, balet” – Teatr Muzyczny Gdynia
- 2010: „Chopin inaczej”[61]

## Publikacje
- 2010 – Burzliwe życie tancerki
- 2012 – Moje noce z mężczyznami
- 2016 – Ach, ci faceci!
- 2019 – Jak nie teraz, to kiedy?